# Schloss Meienberg

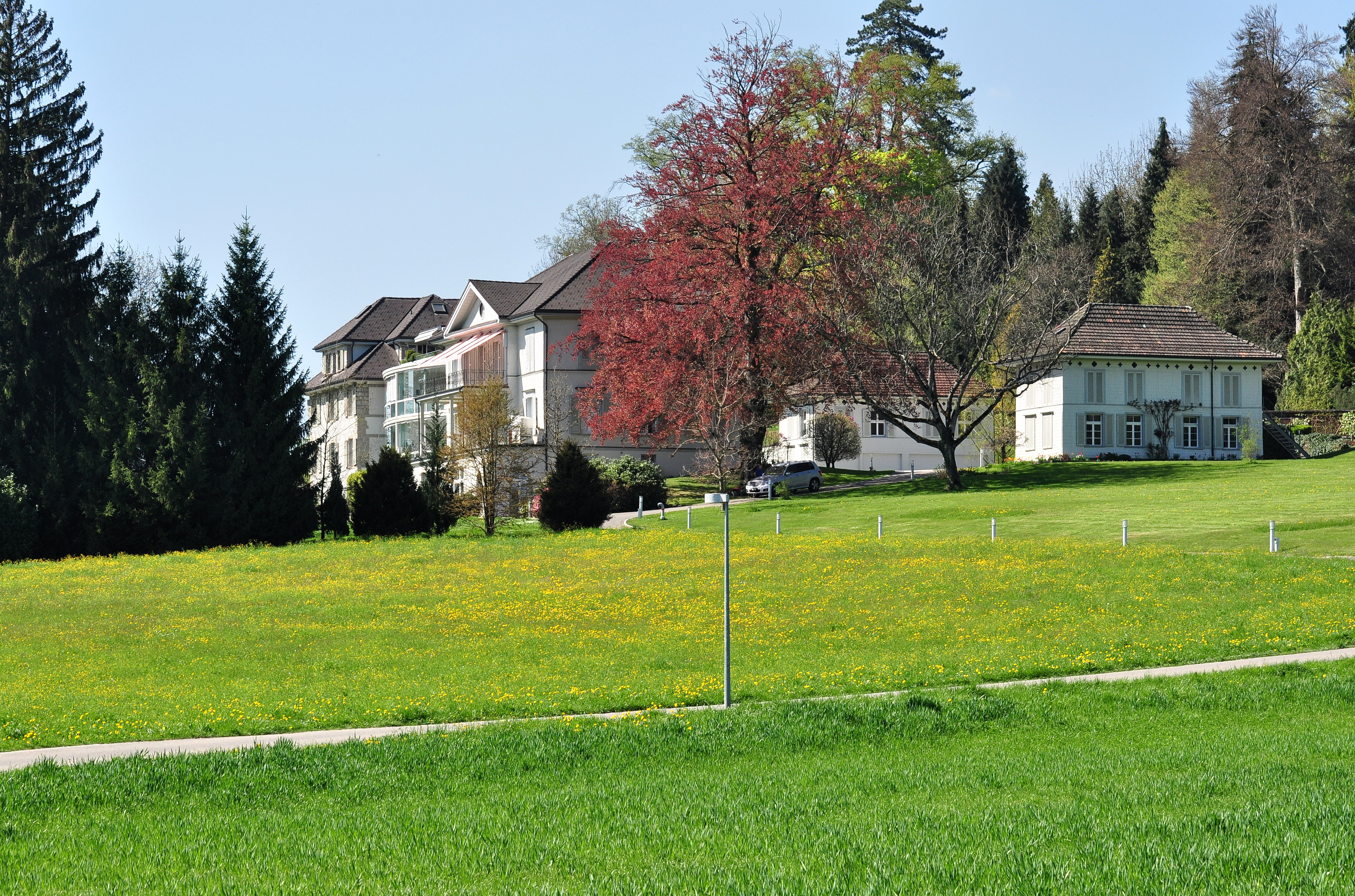
Das Hauptgebäude auf dem Meienberg in Jona

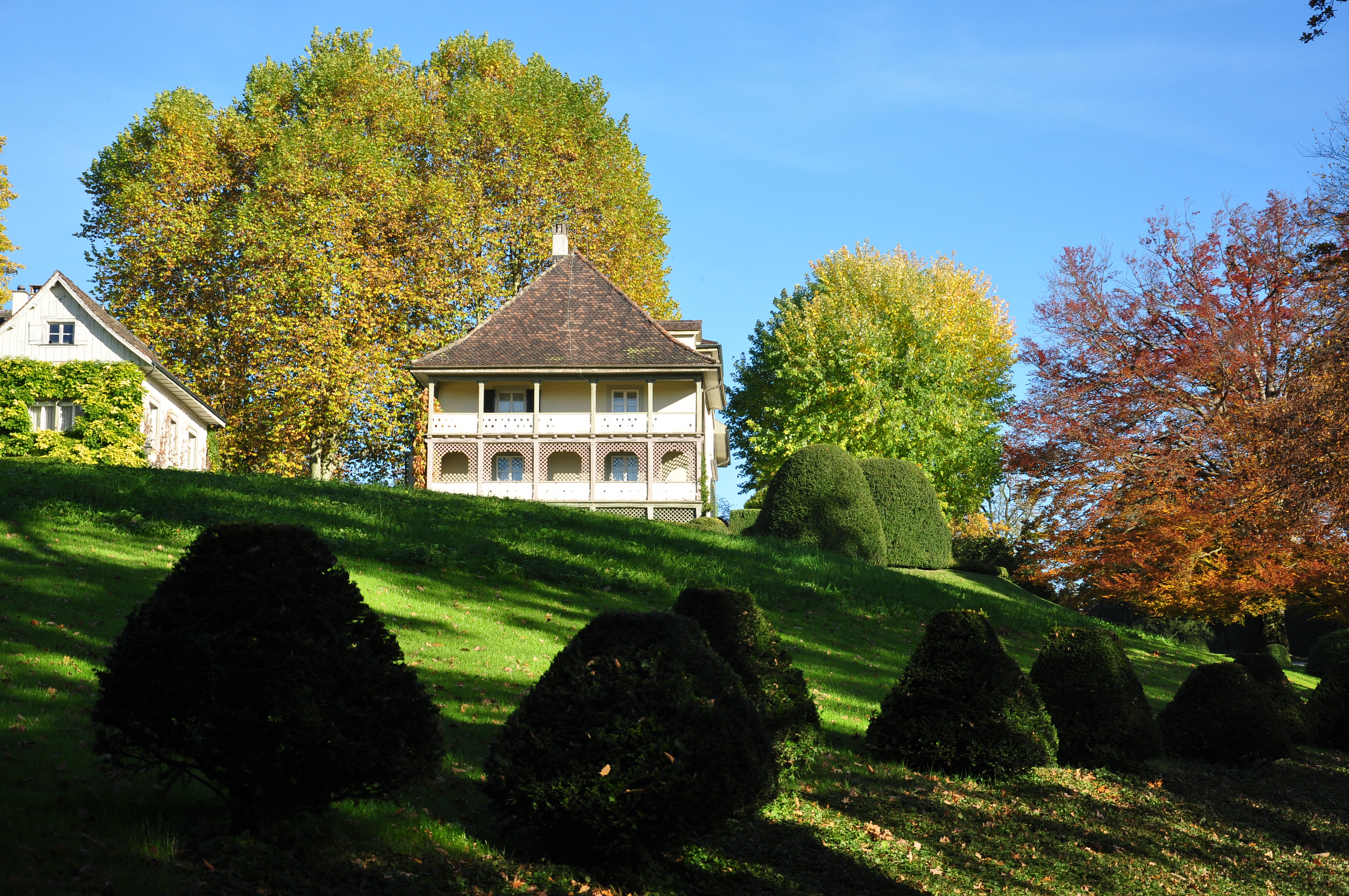
Parkanlage

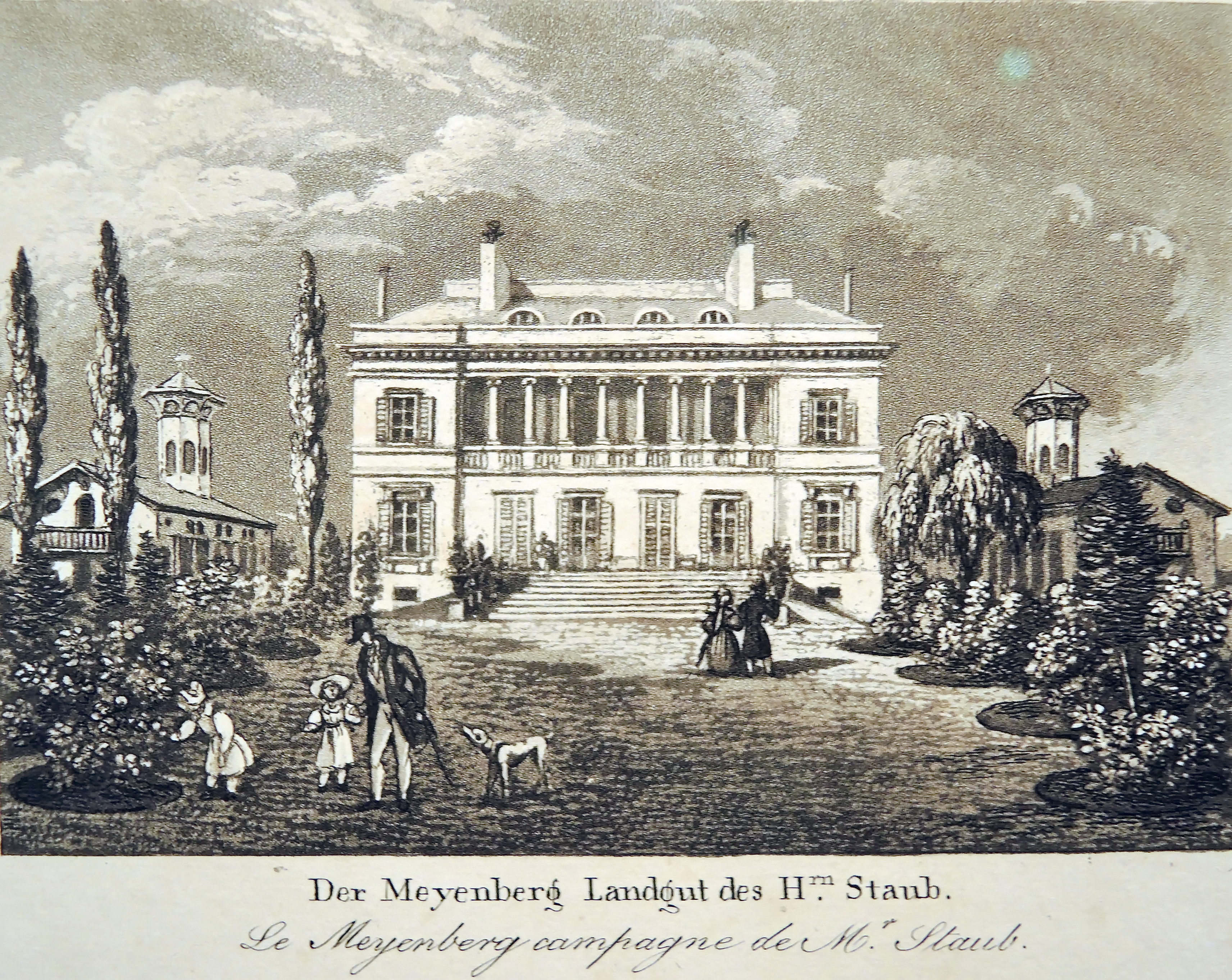
Schloss Meienberg, Franz Hegi, 1833

Schloss Meienberg ist eine weitläufige schloss-ähnliche Anlage auf dem Meienberg in Jona, Ortsteil der Schweizer Gemeinde Rapperswil-Jona im Kanton St. Gallen.

## Baugeschichte
Mit der zunehmenden Industrialisierung wurde die Mehrzahl der sich in Rapperswil ansiedelnden Fabrikanten Bürger von Jona, wo sie noch ausreichend Land erwerben konnten, und so entstanden die Fabrikantenvillen Grünfels und Meienberg. Johann Jakob Staub erwarb ein Grundstück auf dem Meienberg, erbaute ab 1828 einen eleganten Landsitz in klassizistischem Stil und vereinte diesen mit weiteren Grundstücken zu einem weitläufigen Landschaftspark. Staubs Tochter heiratete den bereits am Meienberg lebenden Industriellen Jakob Braendlin-Näf. 1824 verkaufte das Kloster Pfäfers die Meienbergterrasse an die Gebrüder Braendlin und den Pfauenwirt Heussi. In der ersten Hälfte des 19. Jahrhunderts gehörte der untere Meienberg der Familie Helbling. 1912/13 erwarb der Auslandschweizer Albert Meyer-von Reutercrona das Meienberggut.

## Nutzung
Das weitläufige Gelände mit einem zentral angelegten Teich und Park ist auch heute noch in Privatbesitz und üblicherweise für die Öffentlichkeit nicht zugänglich.